# Путь к сердцу (мультфильм)
«Путь к сердцу» (англ. Inner Workings) — американский короткометражный мультфильм Walt Disney Animation Studios, премьера которого состоялась 23 ноября 2016 года вместе с полнометражным мультфильмом «Моана». Режиссёром и сценаристом выступил Лео Мацуда, продюсером — Шон Лури.

## Сюжет
Мультфильм повествует о внутренней борьбе между человеческим Мозгом, контролирующим каждое его движение, и его Сердцем — весёлым авантюристом, желающим дать человеку немного свободы.
Ранее короткометражка была продемонстрирована на Фестивале анимационного кино в Анси.
Фильм является данью уважения классическому мультфильму Disney "Reason and Emotion", созданному в военные годы, а также шоу Cranium Command, демонстрируемого на Epcot с 1989 по 2007 год,  и представляющему собой юмористическую презентацию на тему человеческого мозга.

## Награды и номинации
| Год  | Премия | Категория                     | Результат | Пр.   |
| ---- | ------ | ----------------------------- | --------- | ----- |
| 2017 | Empire | Лучший короткометражный фильм | Победа    | [ 4 ] |

Мультфильм был выдвинут «Дисней» для борьбы за Оскар в категории «лучший анимационный короткометражный фильм»  и попал в десятку претендентов, но не вошёл в итоговую пятёрку номинантов.